# Latheronwheel
Latheronwheel (Schots-Gaelisch: Latharan a' Phuill) is een dorp in het oosten van de Schotse lieutenancy Caithness in het raadsgebied Highland gelegen aan de noordzee acht kilometer ten zuidwesten van Lybster in de buurt van Latheron.
Het dorp is in 1835 ontstaan met de bouw van Dunbar hotel, naar de eigenaar Captain Dunbar. In 1840 is de haven gebouwd samen met een kleine vuurtoren. 